# Hosta sieboldiana
Hosta sieboldiana er en løvfældende staude med bladene samlet i en tæt roset. 

## Beskrivelse
Bladene er langstilkede med en dybt furet stilk. De er æg- til hjerteformede med hel rand. Både over- og underside er skinnende friskgrønne. Høstfarven er klart gul. 
Blomstringen sker i juni-juli. Blomsterne sidder samlet i en løs klase på deres egen stilk. De er lysviolette, stilkede, tragtformede og hængende med en svag duft. Af og til ser man slet ikke blomsterne, fordi de ikke bliver hævet op over bladdækket. Frøene modner i Danmark under gunstige forhold, og de spirer villigt, hvis de bliver sået straks.
Rodnettet består af en kort, tyk rodstok med masser af ret kraftige, trævlede siderødder.
Højde x bredde og årlig tilvækst: 0,60 x 0,60 (60 x 5 cm/år). 9 planter dækker 1 m² på 2 år.

## Hjemsted
I en skov ved Sugadaira i det centrale Japan, findes arten sammen med bl.a. Almindelig Kvalkved, Betula platyphylla, Clethra barbinervis, Etage-Kornel, Japansk Prydæble, 
Mangeblomstret Rose, Pinus densiflora, Pragt-Vin og Quercus mongolica.